# Silvestro (Looney Tunes)
Silvestro (Sylvester J. Pussycat Sr.) è un personaggio dei cartoni animati Looney Tunes e Merrie Melodies. È un gatto antropomorfo bianco e nero ossessionato dalla voglia di catturare il canarino Titti, il topo Speedy Gonzales o il canguro Hippety Hopper. Il nome Silvestro deriva dal nome scientifico del gatto selvatico, Felis silvestris.
È apparso in 103 cartoni animati nell'età d'oro dell'animazione americana, dietro solo a Bugs Bunny, Porky Pig e Daffy Duck. Tre dei suoi cartoni animati hanno vinto gli Academy Awards, quali La torta di Titti (1947), Piè veloce Gonzales (1955) e Silvestro il moralista (1957).

## Storia
Il personaggio raggiunge il suo aspetto definitivo nel 1945 nel breve film Vita da piume: è un grosso gatto nero con il naso rosso, mentre le guance, il ventre, le zampe e la punta della coda sono bianche.
È stato ideato dal gruppo di disegnatori statunitensi della Warner Bros. (così come altri personaggi dei Looney Tunes) composto da Robert McKimson, Chuck Jones e Friz Freleng.
Il gatto è stato presente in molte puntate dei Looney Tunes e dei Merrie Melodies; ha anche partecipato a diversi film, tra cui Space Jam.

## Caratteristiche
In molti cartoni animati, Silvestro viene mostrato mentre tira fuori intenzionalmente la lingua mentre parla, sottolineando che la sua zeppola è intenzionale. È anche noto per spruzzare le persone con cui sta parlando con la saliva del suo balbettio, che è un tratto raramente condiviso da Daffy Duck. Un tratto comune usato sia per Silvestro che per Daffy è la tendenza a fare un lungo sfogo, lamentarsi di un argomento e poi terminarlo dicendo "Sakes".
Mostra una personalità diversa quando viene abbinato a Porky Pig nelle esplorazioni di luoghi spettrali, in cui non parla, si comporta come un gatto pauroso e sembra sempre vedere le cose spaventose che Porky non vede e viene sgridato da lui per questo.
Perennemente affamato, quasi sempre lo si vede tentare di catturare il canarino Titti (Tweety nell'originale), chiuso all'interno di una gabbietta per uccellini oppure svolazzante per la casa, ma protetto dalla nonnina sempre pronta a prendere a colpi di scopa o d'ombrello il felino ogni volta che questo attenta all'incolumità del volatile.
Silvestro, per quanto spesso sembri avvicinarsi al suo scopo, non riesce mai a catturare e a mangiare Titti, un po' per sfortuna, un po' per goffaggine; ma, soprattutto, perché Titti è solo apparentemente ingenuo: il canarino infatti è furbo, ingegnoso e anche perfido provocando al povero gatto una serie di infortuni e incidenti. Oltre alla nonnina, in soccorso di Titti arriva spesso Ettore, un cane bulldog tarchiato e muscoloso (benché in genere non molto furbo), che sottopone il malcapitato felino a rituali pestaggi.
In alcune storie compare anche il figlio Silvestrino, ma generalmente non in quelle dove è presente Titti. In altre storie, compare sia da solo che con gli altri personaggi, tra i quali Speedy Gonzales, Porky Pig, Taddeo, Daffy Duck e Hippety Hopper.

## Doppiatori
Nel Regno Unito e negli Stati Uniti d'America, Silvestro ha avuto molti doppiatori originali. Quelli principali sono:
- Mel Blanc (1945–1989): la prima voce ufficiale di Silvestro
- Bill Farmer (1987, 1996): voce ufficiale di Silvestro nel film di Space Jam
- Jeff Bergman (dal 1989): voce attuale di Silvestro, lo ha recitato e interpretato in molte delle sue apparizioni. Come ad esempio nel secondo film di Space Jam, ovvero il primo film in cui lo ha interpretato e in molte serie, tra queste ad esempio la meno recente I favolosi Tiny, precisamente il primo cartone animato in cui lo ha recitato. Tra queste serie si potrebbero citare delle altre, come ad esempio The Looney Tunes Show, New Looney Tunes, Looney Tunes Cartoons e la serie prescolare Bugs Bunny costruzioni (Bugs Bunny Builders). Nel 2024 è tornato a recitare e a interpretare la più serie recente Tiny Toons Looneyversity.
- Joe Alaskey (1990–2011): una delle voci più note di Silvestro, noto per essere la sua voce ufficiale soprattutto nella serie I misteri di Silvestro e Titti
- Greg Burson (1990-1991, 1993, 1995, 1997)
- Terry Klassen (Baby Looney Tunes; 2002–2005): voce ufficiale di Baby Silvestro
- Jeff Bennett (2003, 2006)
- Eric Bauza (2018, 2021–2023): voce ufficiale di Silvestro nei suoi videogiochi, in particolare, noto per avergli dato la voce nel videogioco Looney Tunes - Il mondo del Caos! (Looney Tunes - World of Mayhem). Inoltre, è noto per aver doppiato Silvestro nel film Re Titti.

Altre voci di lingua inglese che Silvestro ha avuto sono: 
- Bob Clampett (1946)
- Dave Barry
- Danny Kaye (1951)
- Gilbert Mack
- Dallas McKennon
- Richard Andrews
- Darrell Hammond
- Noel Blanc
- Keith Scott
- J. J. Sedelmaier
- Pat Pinney (Robot Chicken)
- Kevin Shinick (Mad)
- Seth MacFarlane (Family Guy)
- Dee Bradley Baker (New Looney Tunes, seconda voce)

In Italia, Silvestro ha avuto diversi doppiatori italiani. Voci principali:
- Michael Tor (anni '60-'70): uno dei primi doppiaggi italiani di Silvestro, dotato di accento anglosassone che trasferiva al personaggio.
- Franco Latini (anni '70-'80)
- Roberto Pedicini (dal 1996 al 2022)
- Davide Perino (in Baby Looney Tunes e da Re Titti in poi)  Altre voci:
- Gigi Proietti (come seconda voce degli anni '60-'70, nei cortometraggi)
- Oreste Lionello (come terza voce degli anni '60-'70, nei cortometraggi)
- Sergio Tedesco (come quarta voce degli anni '60-'70, nei cortometraggi)
- Pino Ammendola (come seconda voce degli anni '70-'90, nei cortometraggi)
- Willy Moser (in Chi ha incastrato Roger Rabbit)
- Piero Tiberi (in Daffy Duck's Quackbusters - Agenzia acchiappafantasmi)
- Luca Semeraro (in I favolosi Tiny)

## Filmografia
Gatto Silvestro è apparso tantissimo nell'animazione, diventando così uno dei personaggi più famosi e amati al mondo.

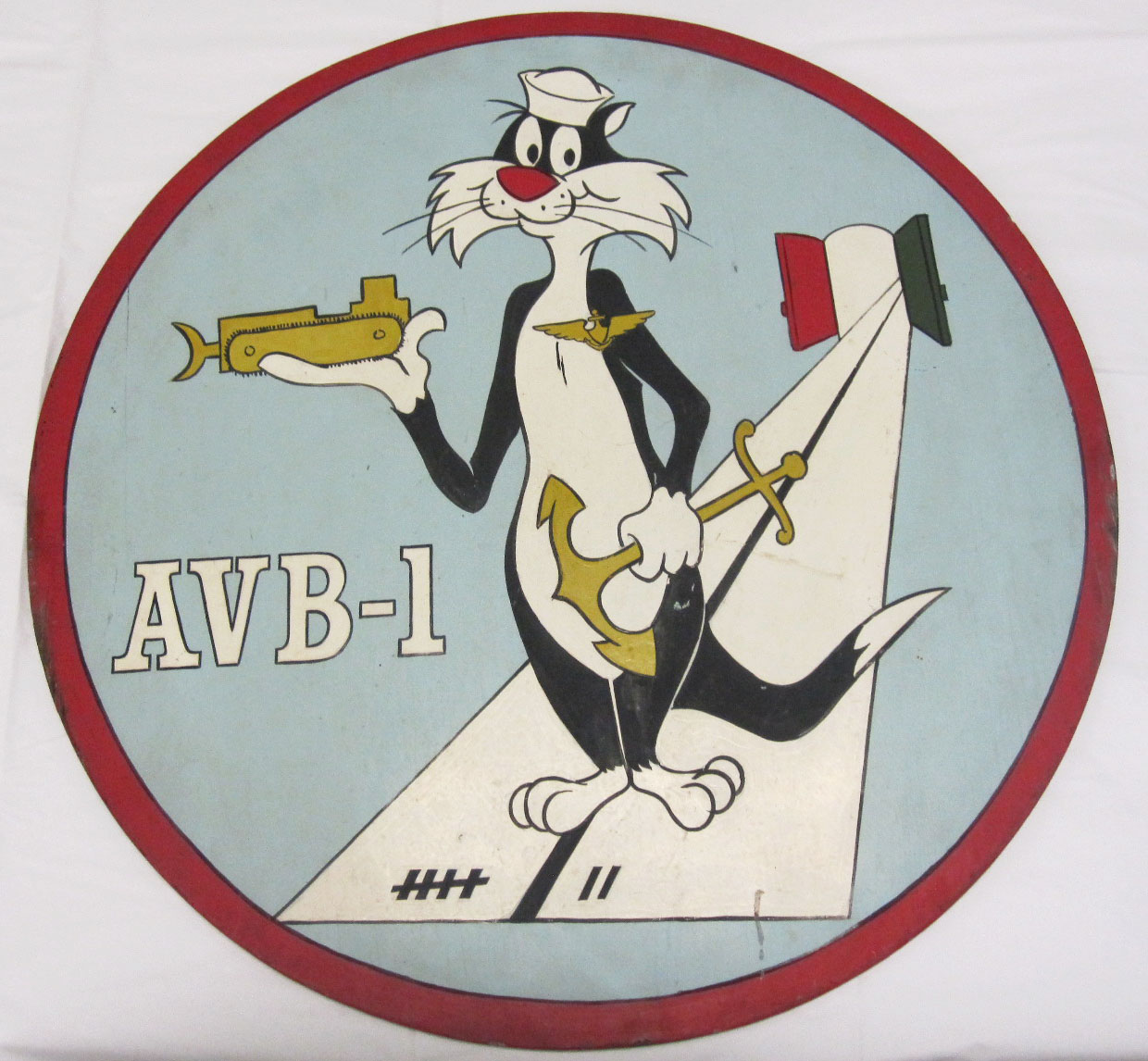
Gatto Silvestro in un'immagine realizzata da disegnatori Italiani!

### Il debutto e gli anni più importanti
Il 20 maggio 1939 nacque un prototipo di Silvestro, dove apparì per la prima volta nel cortometraggio Il rasoio raffreddato. Il suo prototipo continuò a fare numerose apparizioni. La sua principale versione nacque ufficialmente il 24 marzo 1945 nel cortometraggio Vita da piume. Dal 1945 al 1966 il famoso gatto di Friz Freleng apparse totalmente in 103 cortometraggi.

### Anni '40
| Serie           | Titolo originale      | Titolo italiano                  | Data di uscita   |
| Merrie Melodies | Life with Feathers    | Vita da piume                    | 24 marzo 1945    |
| Merrie Melodies | Peck Up Your Troubles | L'albero del picchio             | 20 ottobre 1945  |
| Looney Tunes    | Kitty Kornered        | È ora di sloggiare               | 8 giugno 1946    |
| Merrie Melodies | Tweetie Pie           | La torta di Titti                | 3 maggio 1947    |
| Looney Tunes    | Crowing Pains         | Pollo o non pollo?               | 12 luglio 1947   |
| Merrie Melodies | Doggone Cats          | Due gatti dispettosi             | 25 ottobre 1947  |
| Merrie Melodies | Catch as Cats Can     | Un cantante fastidioso           | 6 dicembre 1947  |
| Merrie Melodies | Back Alley Oproar     | Il gatto canterino               | 27 marzo 1948    |
| Merrie Melodies | I Taw a Putty Tat     | Mi è sembrato di vedere un gatto | 2 aprile 1948    |
| Looney Tunes    | Hop, Look and Listen  | Il topo a due teste              | 17 aprile 1948   |
| Looney Tunes    | Kit for Cat           | Il rifugio sicuro                | 6 novembre 1948  |
| Merrie Melodies | Scaredy Cat           | La fifa fa novanta               | 18 dicembre 1948 |
| Merrie Melodies | Mouse Mazurka         | La mazurka del topo              | 11 giugno 1949   |
| Merrie Melodies | Bad Ol' Putty Tat     | O è gatto, o è locomotiva        | 23 luglio 1949   |
| Merrie Melodies | Hippety Hopper        | Un topo grosso e potente         | 19 novembre 1949 |

Negli anni '40 Silvestro fece l'apparizione di 15 cortometraggi

### Anni '50
| Serie           | Titolo originale         | Titolo italiano                        | Data di uscita   |
| Merrie Melodies | Home, Tweet Home         | Casa dolce casa                        | 14 gennaio 1950  |
| Looney Tunes    | The Scarlet Pumpernickel | La maschera scarlatta                  | 4 marzo 1950     |
| Looney Tunes    | All a Bir-r-r-d          | Compagni di viaggio                    | 24 giugno 1950   |
| Merrie Melodies | Canary Row               | Scherzi da canarino                    | 7 ottobre 1950   |
| Merrie Melodies | Stooge for a Mouse       | Gatti, cani e topolini, Il Topo astuto | 21 ottobre 1950  |
| Looney Tunes    | Pop 'Im Pop!             | Pop 'Im Pop!                           | 28 ottobre 1950  |
| Looney Tunes    | Canned Feud              | Cibo in scatola                        | 3 febbraio 1951  |
| Looney Tunes    | Putty Tat Trouble        | Un povero micio micio                  | 24 febbraio 1951 |
| Merrie Melodies | Room and Bird            | Un albergo tranquillo                  | 2 giugno 1951    |
| Merrie Melodies | Tweety's S.O.S.          | Silvestro agnello di mare              | 22 agosto 1951   |
| Looney Tunes    | Tweet Tweet Tweety       | È proibita la caccia                   | 15 dicembre 1951 |

| Looney Tunes    | Who's Kitten Who?            | La sfida                            | 5 gennaio 1952   |
| Looney Tunes    | Gift Wrapped                 | Scambio di regali                   | 16 febbraio 1952 |
| Merrie Melodies | Little Red Rodent Hood       | Cappuccetto Rosso e lupo Silvestro  | 3 maggio 1952    |
| Looney Tunes    | Ain't She Tweet              | Quel grazioso canarino              | 21 giugno 1952   |
| Looney Tunes    | Hoppy-Go-Lucky               | Il baby canguro                     | 9 agosto 1952    |
| Looney Tunes    | A Bird in a Guilty Cage      | Silvestro ai grandi magazzini       | 30 agosto 1952   |
| Merrie Melodies | Tree for Two                 | Botte piccola, vino buono           | 4 ottobre 1952   |
| Looney Tunes    | Snow Business                | Il gatto delle nevi                 | 17 gennaio 1953  |
| Merrie Melodies | A Mouse Divided              | Fagotto a sorpresa                  | 31 gennaio 1953  |
| Merrie Melodies | Fowl Weather                 | Una gita nel pollaio                | 4 aprile 1953    |
| Merrie Melodies | Tom Tom Tomcat               | Silvestro, indiano molesto          | 27 giugno 1953   |
| Looney Tunes    | A Street Cat Named Sylvester | Un gatto randagio di nome Silvestro | 5 settembre 1953 |
| Merrie Melodies | Catty Cornered               | Eroe per caso                       | 31 ottobre 1953  |
| Merrie Melodies | Cats A-weigh!                | Silvestro cacciatore di topi        | 28 novembre 1953 |

| Looney Tunes    | Dog Pounded           | Colazione perduta           | 2 gennaio 1954    |
| Merrie Melodies | Bell Hoppy            | Il club dei miagolanti      | 17 aprile 1954    |
| Looney Tunes    | Dr. Jerkyl's Hide     | Il massacratore e Dr. Hyde  | 8 maggio 1954     |
| Merrie Melodies | Claws for Alarm       | Un posticino tranquillo     | 22 maggio 1954    |
| Merrie Melodies | Muzzle Tough          | A muso duro                 | 26 giugno 1954    |
| Looney Tunes    | Satan's Waitin        | L'inferno non può attendere | 7 agosto 1954     |
| Looney Tunes    | By Word of Mouse      | Viaggio in America          | 2 ottobre 1954    |
| Merrie Melodies | Lighthouse Mouse      | Un gatto, un topo, un faro  | 12 marzo 1955     |
| Looney Tunes    | Sandy Claws           | Attenti al cane             | 2 aprile 1955     |
| Merrie Melodies | Tweety's Circus       | Il circo di Titti           | 4 giugno 1955     |
| Merrie Melodies | Jumpin' Jupiter       | Silvestro, figlio di Giove  | 6 agosto 1955     |
| Merrie Melodies | A Kiddies Kitty       | Susanna e il gatto          | 20 agosto 1955    |
| Merrie Melodies | Speedy Gonzales       | Più veloce di Gonzales      | 17 settembre 1955 |
| Looney Tunes    | Red Riding Hoodwinked | Cappuccetto Rosso           | 29 ottobre 1955   |
| Looney Tunes    | Heir-Conditioned      | L'erede condizionato        | 26 novembre 1955  |
| Merrie Melodies | Pappy's Puppy         | A tutto c'è un limite       | 17 dicembre 1955  |

| Looney Tunes    | Too Hop To Handle        | Il piffero magico               | 14 gennaio 1956   |
| Looney Tunes    | Tweet and Sour           | Non c'è gloria per gli eroi     | 24 marzo 1956     |
| Merrie Melodies | Tree Cornered Tweety     | L'albero della salvezza         | 19 maggio 1956    |
| Merrie Melodies | The Unexpected Pest      | Una storia a lieto fine         | 2 giugno 1956     |
| Merrie Melodies | Tugboat Granny           | Silvestro e il mare             | 23 giugno 1956    |
| Merrie Melodies | The Slap-Hoppy Mouse     | Il topo salterino               | 1º settembre 1956 |
| Merrie Melodies | Yankee Dood It           | Il mondo degli affari           | 13 ottobre 1956   |
| Merrie Melodies | Tweet Zoo                | Silvestro e i coccodrilli       | 12 gennaio 1957   |
| Merrie Melodies | Tweety and the Beanstalk | Silvestro nel paese dei giganti | 16 marzo 1957     |
| Merrie Melodies | Birds Anonymous          | Silvestro il moralista          | 10 agosto 1957    |
| Looney Tunes    | Greedy for Tweety        | Goloso di Titti                 | 28 settembre 1957 |
| Merrie Melodies | Mouse-Taken Identity     | Silvestro diventa mamma         | 16 novembre 1957  |
| Looney Tunes    | Gonzales' Tamales        | Don Giovanni Gonzales           | 30 novembre 1957  |

| Looney Tunes    | A Pizza Tweety Pie      | Venezia, la luna e Silvestro      | 22 febbraio 1958  |
| Merrie Melodies | A Bird in a Bonnet      | Un canarino nel cappellino        | 27 settembre 1958 |
| Merrie Melodies | Trick or Tweet          | Un'amicizia sincera               | 21 marzo 1959     |
| Merrie Melodies | Tweet and Lovely        | Silvestro inventore               | 18 luglio 1959    |
| Looney Tunes    | Cat's Paw               | Aquila nana                       | 15 agosto 1959    |
| Looney Tunes    | Here Today, Gone Tamale | È arrivato un carico di formaggio | 29 agosto 1959    |
| Looney Tunes    | Tweet Dreams            | Sogni alati                       | 5 dicembre 1959   |

Negli anni '50, Silvestro è apparso in tutto in 61 cortometraggi

### Anni '60
| Serie           | Titolo originale              | Titolo italiano           | Data di uscita    |
| Merrie Melodies | West of the Pesos             | Speedy, aiuto!            | 23 gennaio 1960   |
| Looney Tunes    | Goldimouse and the Three Cats | Tre gatti e Ricciolidoro  | 19 marzo 1960     |
| Merrie Melodies | Hyde and Go Tweet             | Titti e il dottor Jekyll  | 14 maggio 1960    |
| Looney Tunes    | Mouse and Garden              | Il topo della discordia   | 16 luglio 1960    |
| Merrie Melodies | Trip For Tat                  | Una bella crociera        | 29 ottobre 1960   |
| Looney Tunes    | Cannery Woe                   | La via del formaggio      | 7 gennaio 1961    |
| Looney Tunes    | Hoppy Daze                    | Un salto folle            | 11 febbraio 1961  |
| Looney Tunes    | Birds of a Father             | Lezioni di caccia         | 1º aprile 1961    |
| Merrie Melodies | D' Fightin' Ones              | Noi siamo due evasi       | 22 aprile 1961    |
| Looney Tunes    | Rebel Without Claws           | Il canarino viaggiatore   | 15 luglio 1961    |
| Looney Tunes    | The Pied Piper of Guadalupe   | Il pifferaio di Guadalupe | 19 agosto 1961    |
| Merrie Melodies | The Last Hungry Cat           | Un assassinio fallito     | 2 dicembre 1961   |
| Looney Tunes    | Fish and Slips                | Un gatto pescatore        | 10 marzo 1962     |
| Looney Tunes    | Mexican Boarders              | Testardo come un toro     | 12 maggio 1962    |
| Looney Tunes    | The Jet Cage                  | La gabbia jet             | 22 settembre 1962 |

| Looney Tunes    | Mexican Cat Dance                          | Scarpe grosse                 | 20 aprile 1963   |
| Merrie Melodies | Chili Weather                              | Duello all'ultimo peperoncino | 17 agosto 1963   |
| Merrie Melodies | Claws in the Lease                         | Liberi di colpire             | 9 novembre 1963  |
| Looney Tunes    | A Message to Gracias                       | Il messaggio del rinnegato    | 8 febbraio 1964  |
| Looney Tunes    | Freudy Cat                                 | Manie di persecuzione         | 14 marzo 1964    |
| Looney Tunes    | Nuts and Volts                             | L'automazione                 | 25 aprile 1964   |
| Merrie Melodies | Hawaiian Aye Aye                           | Silvestro nei mari del Sud    | 27 giugno 1964   |
| Merrie Melodies | Road To Andalay                            | Un falco da caccia            | 26 dicembre 1964 |
| Looney Tunes    | It's Nice to Have a Mouse Around the House | Società sterminatrice         | 16 gennaio 1965  |
| Merrie Melodies | Cats and Bruises                           | Un turbo sfrenato             | 30 gennaio 1965  |
| Merrie Melodies | The Wild Chase                             | Asfalto rovente               | 27 febbraio 1965 |
| Merrie Melodies | A Taste of Catnip                          | Sapore di topo                | 3 dicembre 1966  |

Negli '60, Silvestro è apparso totalmente in 27 cortometraggi

### Anni ‘70-’80
Il personaggio apparve in alcuni speciali televisivi, come ad esempio in Bugs Bunny: Le pazze storie di Natale in cui è il gatto domestico di Scrooge (Yosemite Sam) e in Lo spettacolo di Pasqua di Daffy Duck, in cui litiga con Daffy Duck per un uovo d’oro.
Negli anni ottanta fu presente in molti film tra cui Looney, Looney, Looney Bugs Bunny Movie, Le 1001 favole di Bugs Bunny, Daffy Duck e l'isola fantastica. Nel 1988 fa dei brevi cameo nel film Chi ha incastrato Roger Rabbit e apparse in Daffy Duck's Quackbusters - Agenzia acchiappafantasmi.

### Gli anni ‘90 e I misteri di Silvestro e Titti
Il personaggio fu molto popolare negli anni novanta. Apparse ne I favolosi Tiny come il mentore di un micetto di nome Furfolo e apparse in Casablanca Bugs, nei panni del personaggio di Victor Laszlo.
Soprattutto nel 1995 fu il protagonista della serie I misteri di Silvestro e Titti, dove in ogni puntata funge da narratore e aiuta la sua squadra a risolvere i misteri. Proprio come nei cortometraggi, continua a dare la caccia a Titti, anche se purtroppo non ci riesce mai a causa della furbizia del cane Ettore oppure del canarino stesso.
Nell'ultima puntata della serie intitolata "Questa È La Fine (This Is The End) Silvestro, dopo essersi svegliato da un brutto sogno, si rende conto che ha sbagliato fin dall'inizio a dare la caccia a Titti, sebbene lui lo inseguiva istintivamente. Dopo averlo guardato teneramente, spontaneamente lo abbraccia, dimostrando, nonostante gli inseguimenti, quanto in realtà è affezionato a lui ed è felice di averlo come suo amico e compagno di avventure. Ma specialmente dimostra di essere quel gatto buono, premuroso e altruista che lui è e soprattutto di avere quel cuore d'oro che lui ha sempre avuto fin dalla sua prima apparizione, ovvero fin dall'inizio del suo straordinario percorso.
Nel 1996 apparse nel film Space Jam come un personaggio principale, diventando un membro della Tune Squad e aiutando il famoso cestista Michael Jordan.
Fu protagonista del cortometraggio Father of the Bird uscito nel 1997, dove all’inizio voleva mangiare un uccellino, ma quando fu chiamato “Mamma” o “Papà” da quest’ultimo, cambiò idea e lo protesse da vari pericoli.

### Anni 2000
Un’apparizione importante di Silvestro è il film Titti turista tuttofare, in cui comparse come uno dei due protagonisti e continua ad inseguire Titti.
Nel 2002 appare una versione più giovane di Silvestro, cioè Baby Silvestro in Baby Looney Tunes come uno dei protagonisti della serie e nel mediometraggio Baby Looney Tunes - Una straordinaria avventura.
Il gatto è stato presente anche nel lungometraggio Looney Tunes: Back in Action, nel cortometraggio Museum Scream e nel mediometraggio Looney Tunes: Canto di Natale dove questa volta è nei panni di Jacob Marley.

### Anni 2010 - 2020
Nel 2010 insieme a Titti è protagonista del cortometraggio musicale in 3D Mi è semblato di vedele un gatto.
Il personaggio appare in seguito in alcune serie come The Looney Tunes Show, New Looney Tunes e Looney Tunes Cartoons.
Nel 2021 compare nel sequel Space Jam: New Legends ritornando un membro della Tune Squad e aiutando questa volta LeBron James.
Nel 2022 appare nuovamente come uno dei due protagonisti nel film Re Titti e in Bugs Bunny costruzioni come uno dei personaggi principali della serie prescolare.
Nel 2023 Silvestro insieme a Bugs Bunny, Lola Bunny, Willy il Coyote e Titti appare in ACME Fools: Looney Tunes & Wizard of Oz Mash-Up! nei panni del leone codardo del romanzo originale.
Nello stesso anno ha debuttato negli episodi I corsi a scelta (Tooney Ball Lights) e Il DNA dei Looney Tunes (General HOGspital) della serie Tiny Toons Looneyversity. Nel primo gestisce un corso sul cuscino rumoroso e nel secondo consegna dei fogli a Buster Bunny e a Duca Duck. Inoltre, è sempre grazie a Silvestro se Lindon è entrato a far parte della scuola di medicina, dato che il gatto postino gli ha consegnato la lettera. 
Successivamente, Silvestro è apparso nell'episodio "Squash me if you can", appartenente alla seconda stagione. Inizialmente si occupava della gestione della squadra dei gatti e dell'allenamento di Furfolo. Alla fine della puntata, dopo che Furfolo e Melody hanno avuto entrambi la loro vittoria, Silvestro propone a Titti di diventare suo amico e a iniziare a prendere spunto insieme dalle generazioni più giovani. 
Anche in questa serie, Silvestro è il mentore di Furfolo.

## Film Italiani
Negli anni '60, inoltre, Silvestro fu protagonista in alcuni film italiani come ad esempio Silvestro Gatto Maldestro e Gatti, sorci… e fantasia, conosciuto come Lo chiamavano ancora Silvestro. Altri lungometraggi italiani in cui Silvestro appare come protagonista sono:
- Silvestro il magnifico
- Silvestro pirata lesto
- Silvestro il gattotardo

In particolare fu protagonista in alcuni film insieme a Speedy Gonzales, come ad esempio Silvestro e Gonzales in orbita!. Altri lungometraggi italiani in cui Silvestro e Speedy Gonzales appaiono insieme sono:
- Silvestro e Gonzales: Indagine su un gatto al di sopra di ogni sospetto
- Silvestro e Gonzales: Dente per dente
- Silvestro e Gonzales: Sfida all’ultimo pelo!
- Silvestro e Gonzales: Matti e mattatori
- Silvestro e Gonzales: Vincitori e vinti
- Silvestro contro Gonzales

## Motto
Come Titti, Bugs Bunny, Speedy Gonzales e Porky Pig, anche Silvestro ha un motto: Sinfonia di sogliole siamesi!, che in originale è Sufferin' succotash!
Nella serie I Misteri Di Silvestro in alcune occasioni dice pure Spezzatino di salsapariglia!.
Ambedue i motti vengono detti dal Gatto Silvestro in qualsiasi occasione, soprattutto in quelle positive.

## Altri media

### Nei fumetti
Western Publications ha fatto un fumetto statunitense su Silvestro e Titti intitolato Tweety and Sylvester. In alcuni fumetti, Silvestro non ha gli occhi bianchi come nei cartoni, ma verdi.
Silvestro e Titti sono apparsi in Catwoman/Tweety and Sylvester #1. Secondo le streghe degli universi DC, l'esistenza di tutti i gatti e di tutti gli uccelli potrebbe dipendere dal fatto che Silvestro potesse mangiare Titti. Silvestro ha collaborato con Catwoman e Titti, invece, con Black Canary.

### Nei videogiochi
Ovviamente il gatto più famoso dei cartoni animati è apparso anche in molti videogiochi.
Tra questi si possono menzionare:
- Sylvester and Tweety in Cagey Capers
- The Bugs Bunny Crazy Castle
- The Bugs Bunny Birthday Blowout
- Bugs Bunny Rabbit Rampage
- Looney Tunes Racing
- Looney Tunes: Acme Arsenal
- The Bugs Bunny Crazy Castle 2
- Looney Tunes: Back in Action
- Looney Tunes: Space Race
- Bugs Bunny: Crazy Castle 3
- Sylvester and Tweety: Breakfast on the Run

### Nella pubblicità

#### 9 Lives Dry Cat Food
Tra gli anni '70 e '80, Silvestro è apparso in uno spot pubblicitario statunitense chiamato 9 Lives Dry Cat Food in cui cercava di raggiungere la sua scatola di cibo evitando il cane da guardia, Ettore. Il gatto riusciva sempre ad attirare il cane e a raggiungere il suo obiettivo, ma alla fine della pubblicità il bulldog ritornava di nuovo.

#### Carosello "Silvestro Gatto Maldestro"
In Italia, negli anni sessanta e settanta il personaggio è comparso nei siparietti pubblicitari di Carosello, insieme a Titti, come testimonial della ditta di conserve di Pomodori pelati De Rica. Il cartoon era disegnato e animato da Nino e Toni Pagot. Lo slogan che concludeva invariabilmente il cortometraggio era "Oh no! Su DeRica non si può!" (sempre pronunciato dal gatto, che si trattiene dal balzare sul canarino dopo che questo, alla fine, si posa su un prodotto della marca reclamizzata).

## Impatto culturale

### Musica
- Nel 1951, Silvestro, insieme a Titti cantò la canzone I Tawt I Taw A Puddy Tat, da cui Mel Blanc e l’orchestra di Billy May ebbero un grande successo.
- Nel 1955, The Sandpipers, Mitchell Miller & Orchestra dedicarono al gatto due brani: Sylvester the Cat & Sylvester the Cat's Nine Lives.
- Nel 2004, il gruppo Quiver of Jasper ha dedicato al personaggio il brano Sylvester the cat.
- Nel 2010, il gruppo Cartoon Band gli ha dedicato la canzone Silvestro Gatto Mitico (Silvestro SuperStar).
- Nel 2024, i Cartoon Band ritornano a dedicargli un nuovo pezzo semplicemente intitolato Gatto Silvestro.

## Significato del nome
Il nome Silvestro, che deriva dal latino Silvestris, nome scientifico per definire il gatto selvatico, è precisamente un gioco di parole su Felis Silvestris.

## Razza
Noto per essere bianco e nero, Silvestro, indubbiamente, è un gatto appartenente alla razza Smoking, detta pure Tuxedo. 

## Il personaggio all’estero

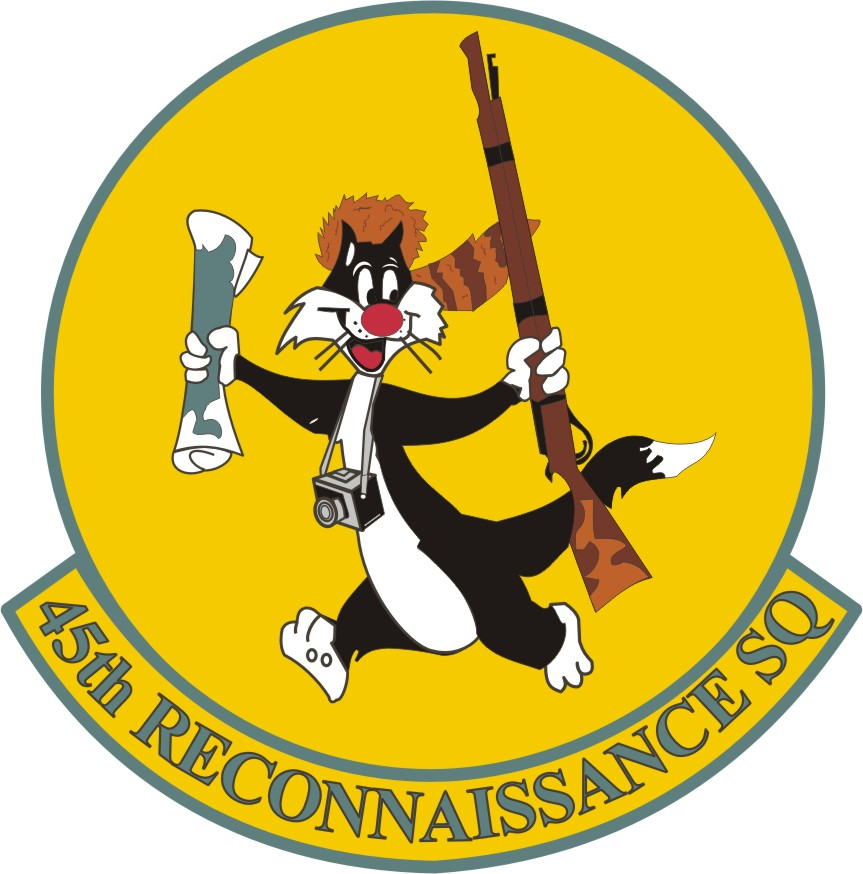
Gatto Silvestro in uno stemma!

### Riconoscimenti
Tre dei cortometraggi in cui è presente Gatto Silvestro hanno vinto gli Academy Awards: La torta di Titti (1947), Piè veloce Gonzales (1955) e Silvestro il moralista (1957), il che lo rende il personaggio dei Looney Tunes con più premi Oscar.

### Nome in altre lingue
- Arabo: سيلفستر
- Brasiliano: Frajola
- Cinese: 西尔维斯特猫
- Francese: Sylvestre le chat, detto anche Grosminet
- Giapponese: シルベスター・キャット
- Greco: Sylvester o Silvester
- Inglese: Sylvester the cat
- Italiano: Gatto Silvestro
- Portoghese: Frajola
- Russo: Кот Сильвестр
- Spagnolo: Gato Silvestre
- Tedesco: Sylvester o Silvester
- Ucraino: Кіт Сільвестр